# 安藤緑山
安藤 緑山（あんどう ろくざん / りょくざん、明治18年（1885年）5月16日 - 昭和34年（1959年）5月6日）は、大正から昭和初期にかけての彫刻家。本名は和吉（わきち）。主に象牙彫刻（牙彫）の分野で活動し、萬蔵、萬造、萬象の号を使用した。

## 経歴
明治18年（1885年）、浅草で父・小澤卯之助と母・せんの次男として生まれる。父の死後、3歳で安藤家に養子に入った。
高等小学校卒業後に象牙彫刻を習って独立した。師匠は大谷光利とされ、東京彫工会に所属。明治43年（1910年）、大正10年（1921年）とその翌年には、下谷御徒町（現・台東区西部）に住んでいた。大正12年（1923年）の関東大震災で自宅を焼失したことを機に雑司が谷に転居し、昭和14年（1939年）には板橋区向原に転居した。
「緑山乍」銘の作品に併記される「金田記」、「金田」から、明治から大正期の牙彫家・牙彫商の金田兼次郎との関係が推察される。緑山が金田に直接師事したという記録はないが、展覧会への出品は金田によってなされており、両者が浅からぬ関係だったことが窺える。太平洋戦争中の昭和18年（1943年）には伊勢丹の依頼を受けて日本占領下のインドネシアスマトラ島に赴き、現地で牙彫の指導を行った。
昭和34年（1959年）5月6日に死去。享年73。墓は足立区の法受寺。

## 緑山と日本の牙彫の歴史

### 概略
緑山は象牙彫刻（当時の呼称は牙彫〔げちょう〕）の分野で活躍し、野菜や果物を中心に多くの作品を制作した。日本において、牙彫は江戸時代から明治後期にかけて隆盛したが、大正には非効率な仕事が厭われてブームが沈静化した。緑山はその時期に牙彫に挑んだ彫刻家である。緑山の作品は現存するだけでも50数点以上あり、「竹の子と梅」は安藤の最高傑作とも言われる。

### 緑山と日本の牙彫の人気の推移
日本において美術工芸品に象牙が使用された古い例は正倉院宝物や中尊寺金色堂などがあるが、牙彫が本格的に始まったのは江戸時代であり、当時大流行した根付や印籠も象牙で作られることがあった。明治期には外貨獲得のため、国策たる殖産興業の一環として日本の工芸品の国際博覧会への出品と輸出が積極的に進められ、牙彫の海外輸出も増加し、職人にとっては「牙彫ブーム」と呼ばれる最盛期が訪れた。一例として1900年に開催されたパリ万博に牙彫出品がされて海外のコレクターに注目された。この時期に牙彫師として活躍した代表的な人物は旭玉山と石川光明である。
しかし、明治末期から大正期にかけて日本の工業化が進行し、細工を否定して精神性や主題を重視する西洋の美術思想が広まると、牙彫などの技巧を凝らした細密彫刻は廃れ、昭和期には細密彫刻に対する批判的な見方が広まった。このような時代背景の中、緑山は牙彫分野の彫刻家として活動した。東京文化財研究所が刊行する『日本美術年鑑』の「美術界年史（彙報）」に、明治期に牙彫が海外でコレクターに人気だったことを伝える記録があるが、同年史の平成2年（1990年）8月の「相次ぐ日本美術品里帰り展」と題された記事では、当時東京都美術館で開催された「大英博物館秘蔵・江戸美術展」が紹介され、「工芸分野で牙彫や根付など国内では珍しい作品が展示され……日本美術に対する国内外の見方の相違を明らかにする展観」と、平成最初期においても牙彫作品は日本国内よりも海外での認知と評価が高かったことが記されている。
平成後期の21世紀に入り明治工芸の認知と人気が高まり、清水三年坂美術館の開館や、各地での展覧会の開催や、相次ぐ出版物の発行などで「超絶工芸」として持て囃される様になると緑山の再評価が進み、作品が各地の展覧会に出展されたり出版物やテレビ番組で紹介されるようになった。

## 作品の特徴
緑山の彫刻で最大の特徴は"色つけ"である。当時の美術界では"白地の肌合い"が牙彫の王道であり、緑山の「象牙に着色すると色が滲んで独特の味わいを持つ」という独自の流儀は主流から外れていた。そのため、当時はその高い技巧に対してそれほど評価されることはなかった。加えて、緑山自身も気難しい性格で、人との交渉を嫌って弟子を全く取らず、「安藤緑山一代限り」とのポリシーを持っていたため、21世紀に入って明治工芸が「超絶技巧」と持て囃されて知名度が上がるまでは、その認知度は低いままであった。
緑山の技巧は長らく謎とされていたが、X線透視検査によって1本の象牙に丸彫するのが基本とされた牙彫において、複数の牙材をネジなどで接合することで大作の牙彫を実現していることが明らかとなった。また蛍光X線分析によると、有機系着色料ではなく金属を主成分とした無機系着色料が主に用いられた可能性が高い。更に顕微鏡による細部観察によって、彫りの段階で細部まで完成させてから着色しており、場合によっては着色後に部分的に彫りや削りを施すことで、素地の白色を露出させる技法を用いているのが見て取れる。
緑山作品の伝来をたどると、「蜜柑」ほか皇室関係者に行き当たる例がいくつかある。

## 代表作
50数点伝わる作品より、主なものを収蔵施設別に一覧する。
上野の森美術館
- 「蜜柑」 [注釈 6]

京都国立近代美術館
- 「竹の子に梅」 大正～昭和初期[21][22]。2016年に清水三年坂美術館から10億8千万円で買い上げた106点の明治工芸のうちの一つ[23][24]。
- 「仏手柑」同上か2018年に清水三年坂美術館から6億2600万円で買い上げた20点の明治工芸のうちの一つ。京都国立近代美術館は緑山作を9点所蔵している[25][26]。

清水三年坂美術館
- 「茄子」

三の丸尚蔵館
- 「柿」 大正9年（1920年）。東京彫工会競技会出品
- 「象墜」（しょうつい）[注釈 6]

三井記念美術館
- 「貝尽くし」[27]

## 家族・子孫
長男は夭折し、後継者として期待した次男は高校教師になった。緑山の経歴は長らく不明であったが、緑山の孫が、平成29年（2017年）に三井記念美術館で開催された「驚異の超絶工芸！明治工芸から現代アートへ」展のポスターに写された緑山の作品「胡瓜」を地下鉄で目にして、インターネットで調べると祖父が「謎の牙彫士」と呼ばれていることを知り、美術館に手紙を送ったことから聞き取り調査が進み、その生涯の一端と顔写真が明らかとなった。